# Vezhdi Rashidov
Vezhdi Letif Rashidov (en búlgaro: Вежди Летиф Рашидов; Dimitrovgrad, 14 de diciembre de 1951) es un escultor y político búlgaro. Afiliado al GERB, se desempeñó en dos ocasiones como ministro de Cultura de Bulgaria .

## Biografía
Nació en Dimitrovgrad de padres de etnia turca, sin embargo, se trasladó a Haskovo con sus padres cuando tenía dos años. Su madre Kadrie Lyatifova, una cantante de canciones populares búlgaras y turcas, falleció en un accidente de coche cuando Vezhdy asistía a la escuela primaria. Su padre Lyatif Rashidov era minero en Madan, al igual que su hermano Ruzhdi, que murió a los 36 de cáncer. Hasta el séptimo grado, Rashidov vivió y estudió en un orfanato en Studen Kladenets cerca de Kardzhali. Rashidov estudió entonces electricidad y mecánica de la minería en Madan. Se graduó en la Academia Nacional de las Artes en Sofía en 1978.
A pesar de ser de etnia turca, se convirtió ha sido una figura social importante, mostrándose abiertamente crítico al Movimiento por los Derechos y Libertades. Participó en las elecciones parlamentarias de Bulgaria en 2009, en las listas del partido GERB y candidato por la provincia de Kardzhali, convirtiéndose en el primer candidato crítico con el Movimiento por los Derechos y las libertades en ser elegido al parlamento por esa circunscripción en mucho tiempo.
El partido GERB ganó de forma decisiva la elección y fue encargado de formar un gobierno: Rashidov, como miembro del partido, fue nominado como Ministro de Cultura.
Rashidov está casado y tiene un hijo. En 2001, fue detenido brevemente por agredir a un policía.

## Esculturas
Como escultor, Rashidov es el autor de una serie de estatuillas con las que ha obtenido diferentes premios, es también autor de esculturas de gran formato.
Desde 1981 ha presentado sus obras en exposiciones fuera de Bulgaria, en 1984 participó en la feria Art Basel, y en 1993 estableció una colaboración regular con la galería de Jean-Paul Villena de París . En el mismo año se convirtió en miembro de la Academia Europea de Bellas Artes. Exposiciones en Turquía, Corea del Sur, Japón , y también en el Museo Ludwig de Colonia y el Museo Pushkin de Moscú. Durante muchos años vivió y trabajó en Berlín antes de dedicarse a la política.

### Premios
Sus estatuas estuvieron presentes en las siguientes convocatorias:
- Premio " Nómada huérfanos "de Radio Nacional de Bulgaria
- Premio " Rosa de Oro "del Festival de cine de Bulgaria en Varna
- Oficial del Año del Ministerio del Interior
- Premio Concurso Atanas Mandadjiev
- Premio "Radio NET "
- Premio de la belleza " Miss Trud "